# Orthochoriolaus
Orthochoriolaus is een kevergeslacht uit de familie van de boktorren (Cerambycidae). De wetenschappelijke naam van het geslacht werd voor het eerst geldig gepubliceerd in 1976 door Linsley & Chemsak.

## Soorten
Orthochoriolaus is monotypisch en omvat slechts de volgende soort:
- Orthochoriolaus chihuahuae (Bates, 1885)